# ダブルナンバー
ダブルナンバーとは、ソフトバンクモバイル(現・ソフトバンク)の携帯電話サービスSoftBank 3Gで提供される、1台の携帯電話で2契約分の電話番号・メールアドレス・電話帳機能・ネットワークサービスなどを利用できるサービス。2008年7月18日からサービス提供開始。2013年4月2日で申し込み受け付けを終了し、契約中の利用者は従来通り利用することができたが、2014年3月31日にサービス終了。

## 概要
2008年7月から発売開始されたSoftBank 923SHに初めて搭載された。月額料金の他、ユニバーサルサービス料がダブルナンバー回線用にもかかる。1台で2契約分の各種機能・サービスを利用するため、1契約目（以下、A回線）を用いる「Aモード」ともう一契約目（以下、B回線）を用いる「Bモード」、A・Bどちらの機能も使える「デュアルモード」を切り替えて利用する。
A回線、B回線ともにモバイルデータ通信専用料金プランと「シンプルオレンジE」「グローバルコールプラン」を除くすべてのSoftBank 3G用のプランが利用できる。ただし、「ソフトバンクモバイルオフィス」や「ホワイト法人24＋」とは併用できない。なお、B回線で「ホワイトプラン」を選択すると、基本使用料が通常の980円（税込）ではなく840円（税込）となる。
通話料金はA・Bそれぞれの回線のプランの料金に準拠するが、メールについてはA・B両方で利用した分をA回線に合算請求することもできる。その場合は、Bモードで利用した分もA回線のプランの料金で計算される。合算請求にしない場合は「パケットし放題（B回線）」も利用可能。この場合、定額料金の下限額が0円となる。

## 対応機種（発売予定機種を含む）
2011年6月10日現在、対応機種のすべてがシャープ製となっている。
- SoftBank 831SH
- SoftBank 831SH s
- SoftBank 831SH KT
- SoftBank 832SH
- SoftBank 832SH s
- SoftBank 841SH
- SoftBank 841SH s
- SoftBank 842SH

- SoftBank 923SH
- SoftBank 930SH
- SoftBank 931SH
- SoftBank 932SH
- SoftBank 933SH
- SoftBank 934SH
- SoftBank 935SH
- SoftBank 936SH
- SoftBank 940SH
- SoftBank 941SH
- SoftBank 942SH
- SoftBank 942SH KT
- SoftBank 943SH
- SoftBank 944SH
- SoftBank 945SH
- SoftBank 945SH G

- SoftBank 001SH
- SoftBank 002SH
- SoftBank 004SH